# Saint-Geneys-près-Saint-Paulien
Saint-Geneys-près-Saint-Paulien település Franciaországban, Haute-Loire megyében. Lakosainak száma 319 fő (2022. január 1.). Saint-Geneys-près-Saint-Paulien Bellevue-la-Montagne, Céaux-d’Allègre, Saint-Paulien, Saint-Vincent és Vorey községekkel határos.

## Népesség
A település népessége az elmúlt években az alábbi módon változott:
| Lakosok száma | 305  | 228  | 227  | 297  | 308  | 310  | 317  | 319  | 321  | 319  |
|               | 1968 | 1982 | 1990 | 2006 | 2013 | 2015 | 2017 | 2019 | 2020 | 2022 |